# 1412 هـ
1412 هـ هي سنة في التقويم الهجري امتدت مقابلةً في التقويم الميلادي بين سنتي 1991 و1992.

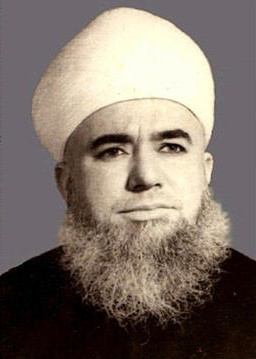
عبد القادر عيسى

## أحداث
- صدر النظام الأساسي للحكم للمملكة العربية السعودية.
- تولى سعود الشريم إمامة الحرم المكي.

## مواليد
- هاجر بوساق

## وفيات
- التواتي عبد الجليل المنفي
- عبد القادر عيسى
- عبد الله بن عبد الرحمن بن عدوان
- محمد رضا الحكيمي (الكربلائي)
- موسى عنتر
- هادي الخفاجي الكربلائي
- أحمد راتب النفاخ
- عباس الريس
- عبد الرحمن بن عبد العزيز بن حمد آل الشيخ
- محمد عقيل أحمد
- محمد علي عبد الرحيم